# アンドレ・ブヒャー
アンドレ・ブヒャー（André Bucher、1976年10月19日 - ）はスイスの陸上競技選手、専門は800mを主とする中距離走。2001年世界陸上競技選手権エドモントン大会男子800m優勝者。ルツェルン州スルゼー行政区ノイドルフ（Neudorf）出身。身長185cm、体重73kg。
オリンピックには男子800mスイス代表として3度出場。アトランタオリンピックでは準決勝敗退、シドニーオリンピックでは1分45秒40の記録で5位、アテネオリンピックでは1次予選敗退の成績を残した。
2001年世界陸上競技選手権800mでは1分43秒70の記録でウィルフレッド・ブンゲイ以下を下して優勝した。同年の世界室内陸上競技選手権800mでは3位の成績を残している。
ヨーロッパ陸上競技選手権では1998年ブダペスト大会、2002年ミュンヘン大会、ヨーロッパ室内陸上競技選手権では2002年ウィーン大会の800mに出場し、いずれも2位の成績を残した。2003年のIAAFワールドアスレチックファイナル800mでは3位となった。
2000年7月5日ローザンヌで開催された競技会800mにて1分43秒12を記録し、2000年男子800m世界ランキング1位の成績を残した。2001年8月17日チューリッヒで開催された競技会800mにおいて、世界歴代5位（当時）となる1分42秒55を記録した。この競技会ではユーリー・ボルザコフスキーを破った。この2001年には欧州陸上競技年間最優秀選手（en:European Athlete of the Year Trophy）を受賞している。また2000年、2001年にはスイス・スポーツパーソナリティー・オブ・ザ・イヤー（en:Swiss Sports Personality of the Year）を受賞した。
その後2007年5月、長引く膝の故障が原因で競技生活現役を引退した。

## 記録
- 屋外
  - 800m - 1分42秒55（2001年）
- 室内
  - 800m - 1分44秒93（2003年）